# R. B. Kitaj
Ronald Brooks Kitaj (29 de Outubro de 1932 – 21 de Outubro de 2007) foi um artista estadunidense que passou grande parte de sua vida na Inglaterra.